# Christian A. Pongratz

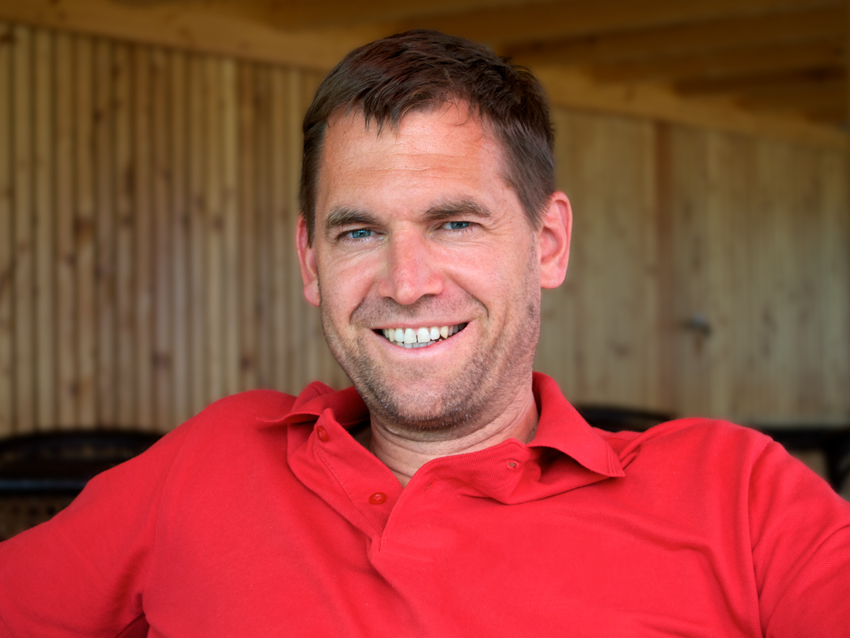
Christian A. Pongratz, 2013

Christian Alexander Pongratz (* 1973 in Klagenfurt) ist ein österreichischer Autor, Unternehmensberater und Moderator.

## Leben
Christian Pongratz wuchs am Pressegger See in Kärnten auf, wo er 1991 am BORG Hermagor maturierte. Danach studierte er Rechtswissenschaften und Betriebswirtschaftslehre in Salzburg, Graz, Stockholm und Gran Canaria (Promotion im Jahr 2000).
Von 2001 bis 2006/07 war Christian Pongratz Gastprofessor an der Wirtschaftsuniversität Luigi Bocconi in Mailand, Italien. Seit 2010 ist er als Lehrbeauftragter an der Donauuniversität Krems engagiert.
Parallel zu seiner Tätigkeit als Konsulent für nationale und multinationale Industriebetriebe unterschiedlicher Branchen entwickelte Christian Pongratz als Wirtschaftskabarettist sein Programm BetriebsDESASTER, das 2011 als Buch erschien. Sein zweites Werk, erfolgLOS, das er 2013 veröffentlichte, knüpft inhaltlich an sein wirtschaftskabarettistisches Programm an. Seine Bücher wurden in zahlreichen Zeitschriften und in Online-Medien rezensiert.
Als einer der Moderatoren der TV-Sendung KULT Gespräch des Kärntner Privatsenders kult1.tv empfängt Christian Pongratz Gesprächspartner aus Wirtschaft und Politik.
Als Gastautor verfasst Christian Pongratz regelmäßig Beiträge für FOCUS online sowie Fachkommentare unter anderem in der Kleinen Zeitung, Die Welt, im Wirtschaftsblatt und der Fachzeitschrift management.

## Werke
- BetriebsDESASTER (Vorwort von Torsten Weidnitzer). durchdacht.cc, 2011. ISBN 978-3-9503220-8-8.
- erfolgLOS (Vorwort von Markus Voss). durchdacht.cc, 2013. ISBN 978-3-9503220-0-2.